# Giuseppe Tambroni
Giuseppe Tambroni est un littérateur italien né à Bologne en 1773 et mort en 1824.

## Biographie
Giuseppe Tambroni fit ses études à l’Université de Bologne et, en 1794, obtint au concours la place de paléographe ou d’inspecteur aux archives de la même ville. Lorsque les armées françaises débordèrent pour la première fois en Lombardie, il se rendit à Milan, afin de prendre part aux événements qui se préparaient dans cette contrée. Il s’attacha au sort de Marescalchi, qu’il suivit au congrès de Rastadt et à Vienne, en qualité de secrétaire de la légation cisalpine. Sitôt que la guerre éclata, en 1799, entre la France et l’Autriche, Tambroni, qui, après le départ du ministre, en avait rempli les fonctions, quitta Vienne et revint à Milan, où il fut nommé sous-secrétaire du directoire. Les revers des armées républicaines l’obligèrent de chercher un asile dans les montagnes de la Savoie, qu’il regarda ensuite comme une seconde patrie, s’étant allié à une famille de Chambéry. Après la bataille de Marengo et la nouvelle organisation donnée à la république, Tambroni fut attaché à la légation italienne a Paris, et il y occupa postérieurement la place de chef de division du ministère des affaires étrangères, dirigé par son ancien protecteur, le comte Marescalchi. En 1809, il fut nommé consul à Livourne et, deux ans après, transféré avec le même titre à Rome, où il s’entoura de savants et d’artistes. À la chute du gouvernement impérial, en 1814, Tambroni, rentré dans la vie privée, eut part à la rédaction du Giornale arcadico, où il fit insérer un assez grand nombre d’articles. Ces travaux et son goût pour les arts lui méritèrent d’être admis à l’Arcadie, à l’Académie de Saint-Luc, à la société archéologique, à la Tibérine de Rome et à l’Académie impériale et royale des beaux-arts de Vienne. Il était décoré de l’ordre de la Couronne de fer et appartenait, depuis 1804, à l’Institut de France en qualité d’associé étranger. Tambroni est mort à Rome le 10 janvier 1824.

## Œuvres
- Compendio delle storie di Polonia, Milan, 1807, 2 vol. in-8° ;
- Ode, Milan, 1816, in-8° ;
- A S. M. Francesco imperatore e re, ode, ibid., in- fol. ;
- Lettera di un impiegato diplomatico nella corte del Brasile, ad un suo amico in Italia (ibid.), 1816, in-fol. (anonyme) ;
- Descrizione de’ dipinti a buon fresco, eseguiti in una galleria del Palazzo di Bracciano, a Roma, dal signor Palagi, Rome, 1816, in-8° ;
- Lettere intorno all’urne cinerarie dissotterate nel pascolare di Castel Gandolfo, ibid., 1817, in-8° ;
- A Licori Partenopea, ode saffica, in-8° ;
- Di Cennino Cennini, trattato di pittura, messo in luce la prima volta, con prefazione ed annotazioni, Rome, 1822, in-8°. Ce traité, qui avait été déjà signalé par Vasari. Bandini et Bottari, était resté inédit parmi les manuscrits de la Bibliothèque apostolique vaticane. L’éditeur s’est servi d’une copie moderne, exécutée en 1737 et qui appartenait au baron de Stosch. Elle est maintenant au Vatican, dans le fonds Ottoboni , no 2974. Les chapitres les plus remarquables de cet ouvrage sont ceux où l’auteur parle de l’art de peindre à l’huile, d’enluminer et de dorer les manuscrits. Il paraît que les Italiens employaient les couleurs à l’huile avant l’année 1410, époque à laquelle on prétend que Jean de Bruges en fit pour la première fois la découverte.
- Lettere al signor Benci, autore delle osservazioni intorno al trattato suddetto, ibid., 1822, in-8° ;
- Lettera al signor Lama intorno alcuni edificj ora riconosciuti dell’antica città di Boville, ibid., 1823, in-8° ;
- Lettera al signor Poletti intorno all’antica città di Boville, ibid., 1823, in-8° ;
- Intorno alla vita di Canova, commentario, Venise, 1823, in-8° ;
- soixante-huit articles sur des objets de beaux-arts, insérés dans le Giornale arcadico de Rome.

Parmi les écrits inédits de Tambroni, on cite les suivants :
- Tre satire, in terza rima ;
- Quattordici novelle ;
- Cenno intorno allo stato attuale (1816) delle belle arti, in Roma ;
- La lettura d’una tragedia ;
- Il Faccendore del villaggio, ou Quanti Taddei ; — Il matrimonio per contradizione, comédies ;
- une traduction italienne d’Eutrope.